# Рабочий стресс

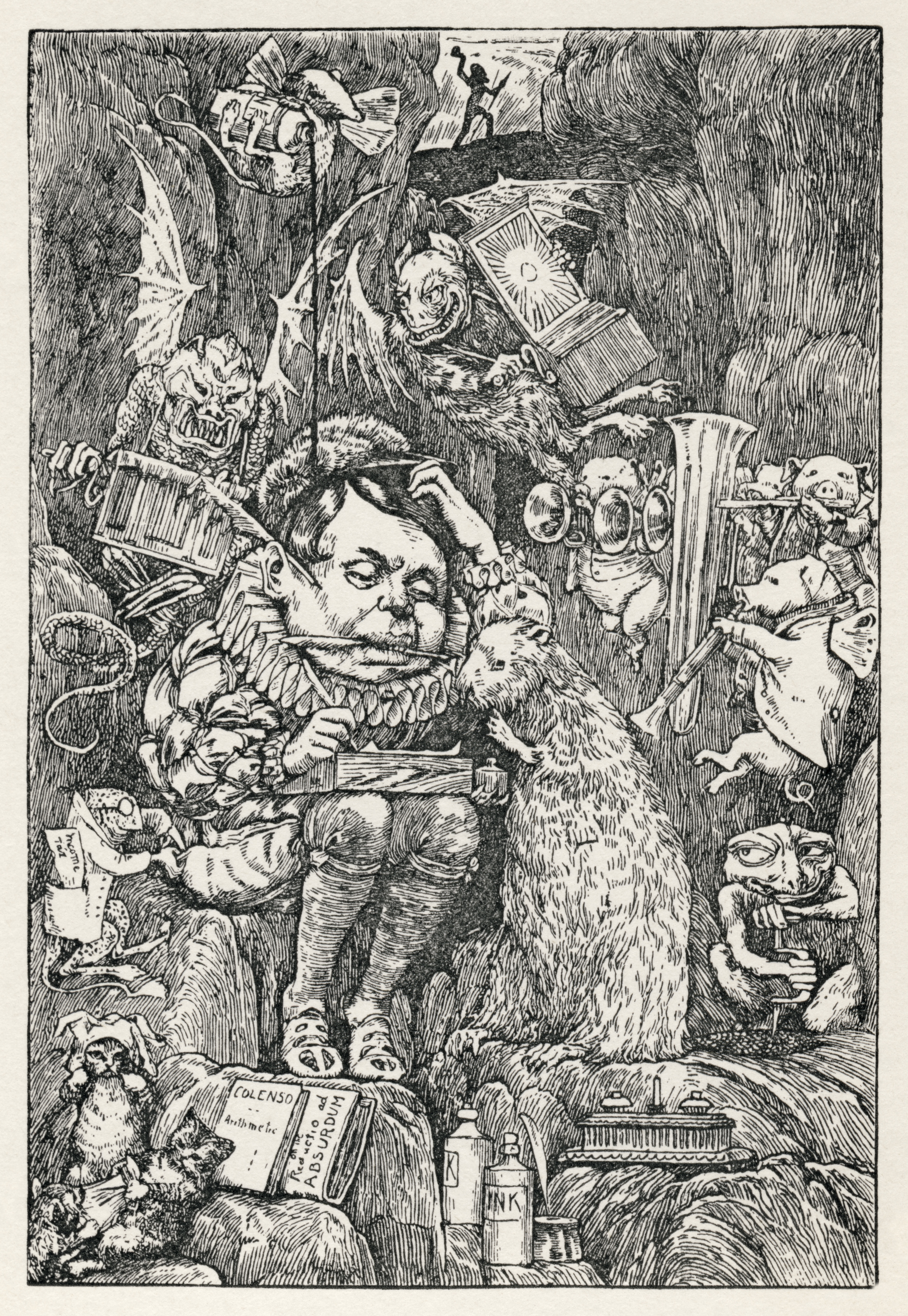
Рабочий стресс, вызванный неподходящими условиями работы
(Иллюстрация Генри Холидэя к книге Льюиса Кэрролла Охота на Снарка")

Рабочий стресс — болезненное психоэмоциональное состояние, образующееся в процессе выполнения рабочих задач. Понятие охватывает большой набор расстройств, включая психические заболевания (например, клиническую депрессию, тревогу, посттравматические стрессовые расстройства) и другие типы эмоциональных расстройств (неудовлетворённость, утомление, стресс, и так далее), неадекватное поведение (агрессия, наркомания), нарушения памяти или концентрации. Эти нарушения могут привести к неудовлетворительному исполнению работником своих обязанностей и нанести вред его здоровью. Рабочий стресс также связывают с различными биологическими реакциями, которые могут подорвать здоровье, например сердечная недостаточность, или, в своих крайних проявлениях привести к смерти.
Рабочий стресс является частным случаем более широкого понятия профессиональный стресс.

## Предпосылки
Рабочий стресс — важная проблема современного рабочего места. Ему подвержены около трети работников. Четверть работников считают, что их работа является стрессовым фактором в их жизни. Три четверти работников считают, что раньше (то есть поколение назад) работа была не такой выматывающей. Многие также признают, что стресс является главной причиной текучести кадров.

## Здоровье и здравоохранение
Проблемы на работе чаще рассматриваются с медицинской точки зрения, чем с финансовой или социальной. Многие исследования подтверждают, что чем меньше у работника возможностей влиять на процесс работы, тем больше у него риск сердечной недостаточности. Исследования Национального Института Профессиональной Безопасности и Здравоохранения и многих других организаций показали, что рабочий стресс увеличивает риск развития заболеваний опорно-двигательной системы. Увеличивается частота обращений в учреждения здравоохранения. В 1998 изучение 46 000 рабочих показало, что те из них, кто жаловался на психологически некомфортные условия работы, потратили в среднем на 50 % больше денег на медицинские цели, чем те, кто называл свою работу спокойной. У тех, кто жаловался ещё и на депрессию, траты доходили до 150 %, то есть более чем $1,700 на человека. К тому же, периоды вынужденной нетрудоспособности в таких случаях могут быть значительно длиннее, чем при обычных производственных травмах и болезнях.
Психологические реакции на рабочий стресс могут вызвать долговременные негативные последствия для здоровья. Проводились исследования о том, как влияет такой стресс на сердечно-сосудистую систему, в частности, изучалась его связь с артериальной гипертензией и нарушениями коронарного кровообращения. Эти заболевания, а также другие заболевания, вызванные рабочим стрессом, широко распространены Соединённых Штатах.
Есть 4 основных реакции организма на стресс:
1. Кровь приливает к мозгу и большим группам мышц, при этом кожа, конечности и некоторые органы недополучают кислород и питательные вещества.
2. Активизируется зона мозга, расположенная около мозгового ствола, что вызывает сильное чувство тревоги, обостряя зрение и слух.
3. В кровь выбрасываются глюкоза и жирные кислоты.
4. Ухудшается работа пищеварительной и иммунной систем[источник не указан 5144 дня].

## Причины
Причиной рабочего стресса являются условия труда. Вопрос о том, что оказывает большее влияние — условия работы или личные характеристики работника, является спорным. Различные ответы на этот вопрос порождают различные способы решения проблемы. Если считать, что персональные особенности важнее, то на первый план выходят приспособляемость и навыки общения. Предполагается, что эти навыки помогут работнику приспособиться даже к не очень хорошим условиям труда. Такая точка зрения подчёркивает важность стратегий помощи работнику в приспособлении к изменениям условий труда.
Тем не менее, индивидуальные различия нельзя не учитывать, очевидно, что не все условия труда могут быть одинаково благоприятны для всех работников. Этот подход считает улучшение условий труда главным способом предотвращения стресса. Обширные исследования условий работы, включавшие условия, распознаваемые как факторы риска, проводились в ЕС в 1990, 1995 и 2000. Результаты показали увеличение интенсивности труда. В 1990 48 % утверждали, что им приходится работать очень интенсивно по крайней мере в течение четверти рабочего времени, в 1995 на это жаловались 54 %, в 2000 56 %. Аналогично, в 1990 50 % работников в течение четверти рабочего времени занимались срочной работой, в 1995 уже 56 %, а в 2000 60 %. Однако, процент работников, докладывавших о том, что им отведено достаточно времени для выполнения своей работы, в 1995 и 2000 одинаков (в 1990 исследования не проводились).
Существенный процент жителей США имеют очень длинную рабочую неделю. По одной из оценок, более 26 % мужчин и 11 % женщин в 2000 году работали более 50 часов в неделю. Это означает рост продолжительности рабочего времени за предыдущие три десятилетия, особенно для женщин. Согласно данным Министерства труда США, имело место увеличения рабочего времени для работающих женщин, удлинение расширенной рабочей недели для мужчин (>40 часов) и явное увеличение совокупного рабочего времени у семейных пар, особенно с маленькими детьми.
Положение работника на рабочем месте тоже влияет на уровень стресса. Хотя ему и подвержены все работники, но руководство предприятия подвержено ему меньше всего. Работники, находящиеся внизу профессиональной иерархии своего предприятия, страдают от стресса больше всего, так же как и их непосредственное начальство (Primm, 2005).
Изменения в экономике в начале 21 века привели к увеличению стрессовой нагрузки на работников. Массовое внедрение компьютерной техники и высокотехнологичных средств связи позволило предприятиям добиться высокой производительности. Это привело к большей соревновательности и к увеличению требований к работникам, поэтому процесс работы стал менее спокойным (Primm, 2005).
Следующие экономические факторы могут являться причиной стресса на рабочем месте:
- Давление со стороны инвесторов, которые могут быстро изъять деньги из оборота компании.
- Недостаток торговых и профессиональных объединений на рабочем месте.
- Конкуренция внутри компании, вызванная внешней конкуренцией.
- Неспособность работников приспособиться к меняющимся условиям работы в условиях давления со стороны работодателя[источник не указан 5147 дней].

Запугивание, грубость или выживание с работы тоже приводит к стрессу.

## Признаки
Стресс может привести к расстройствам настроения, нарушениям сна, диспепсии, головной боли и проблемам во взаимоотношениях с семьёй и друзьями. Воздействие рабочего стресса на течение хронических заболеваний с трудом поддаётся исследованию из-за большого количества сопутствующих факторов, кроме стресса. Однако можно с уверенностью сказать, что стресс играет роль в развитии расстройств психики и влияет на кровеносную и опорно-двигательную системы.

## Предотвращение
Сочетание правильной организации труда и средств контроля за стрессом является самым результативным методом борьбы с рабочим стрессом. Вот несколько возможных мер по улучшению ситуации на рабочем месте:
- Приведение требований к работникам в соответствие с их возможностями
- Поощрение личной инициативы работников
- Чёткое разграничение обязанностей
- Предоставление некоторой свободы в принятии решений, связанных с выполнением работы
- Чёткое обозначение перспектив продвижения работников по карьерной лестнице
- Обеспечение возможностей социальной активности между работниками
- Приведение рабочего расписания в соответствие с желаниями и возможностями работников
- Борьба с дискриминацией в любом виде (расовой, половой, национальной, религиозной, языковой и других).
- Обращение к непредвзятому наблюдателю, например к консультанту, для выяснения текущих проблем[13]

Компанией St. Paul Fire and Marine Insurance Company было проведено несколько исследований эффективности мер предупреждения стресса в больничных условиях. Были проведены меры по обучению персонала, была изменена политика больницы, чтобы снизить влияние организационных источников стресса, и внедрены программы помощи работникам. Первое исследование, проведённое в больнице, рассчитанной на 700 человек, показало, что после выполнения предупредительных мер доля врачебных ошибок снизилась на 50 %. Второе исследование, проведённое уже в 22 больницах показало 70 % снижение количества жалоб.
Дистанционная работа — один из способов снизить уровень стресса. Работник может сам выбирать, где ему выполнять задания работодателя, имея большу́ю степень контроля над процессом своего труда. Работники, зарабатывающие таким образом, считают, что такая работа даёт большее удовлетворение и обеспечивает лучшее соотношение работы и отдыха.Некоторые компании предоставляют специальный инвентарь, адаптирующий к стрессу на рабочем месте для своих работников: ежедневники-раскраски.и гаджеты для снятие психологического напряжения..